# Usnocetraria oakesiana
Usnocetraria oakesiana är en lavart som först beskrevs av Edward Tuckerman, och fick sitt nu gällande namn av M. J. Lai & J. C. Wei. Usnocetraria oakesiana ingår i släktet Usnocetraria och familjen Parmeliaceae.   Inga underarter finns listade i Catalogue of Life.